# 阿士東維拉足球會
阿士東維拉足球會（英語：Aston Villa Football Club，发音为/ˈæstən ˈvɪlə/）簡稱維拉，是一家位於英格蘭中部伯明翰的足球俱樂部，於1874年創立，現時於英格蘭足球超級聯賽競逐，是1888年甲組聯賽（英格蘭第一個足球聯賽）及1992年英格蘭足球超級聯賽首屆賽事球隊。其主場位於伯明翰市的維拉公園球場。

## 歷史
阿士東維拉是於1874年由伯明翰地區教堂成員組成。成立短短幾年就在英格蘭中部打出名堂。1887年阿士東維拉贏得其首個足總盃，後來1888年英格蘭頂級聯賽成立，維拉也成為足球聯盟創始成員。在未踏入二十世紀時，阿士東維拉已在頂級聯賽威風八面，曾贏得過七個頂級聯賽冠軍。而足總盃方面則到1920年才能再次贏得。
阿士東維拉在1920年代以後開始陷入谷底，曾於1936年降級至次級聯賽。其時維拉更創下一個淒涼的紀錄：42場比賽共失了110球。二次大戰後維拉仍沉浮不定，最惡劣時更曾降至第三級聯賽，直到1975年維拉再次由當時次級聯賽英乙升上頂級聯賽英甲，才再站穩在頂級聯賽的地位，1981年更再一次贏得頂級聯賽冠軍。1982年踏足歐洲联赛，還贏得歐洲冠軍球會盃。
維拉在1987年降落英乙作賽，翌年回升英甲，自此一直到2016年都在頂級聯賽作賽，更成為英超創始會員之一。英超成立初期，維拉是英超除曼联等四個爭標分子外，實力較強的球隊之一，更獲得首屆英超聯賽的亞軍。在上世紀九十年代，維拉一直都能打入前列甚至榜首，但每次都在下半季後勁不繼，例如1998-99年曼聯成為三冠王時，上半季榜首曾一度是阿士東維拉。截至2015-16年賽季，維拉是英超成立以來從未降班的七支英超球隊其中之一，但維拉表現非常飄忽，有時候排名前列，有時候卻為護級而戰，其中1994-95年賽季是英超最後一次22支球隊參賽，因此需要四支球隊降班，阿士東維拉更以3分之差差點成爲降班的四支球隊之一。
由2010年開始，不少在維拉成名的主力球員，如占士·米拿、艾殊利·楊格等轉投他隊，維拉的聯賽成績之後開始下滑，在2011年起連續五季都須在季尾為護級而戰。
維拉曾在上世紀九十年代兩奪聯賽盃冠軍。足總盃方面，維拉在2000年及2015年打入決賽，分別不敵車路士及阿仙奴得到亞軍。
維拉在2015-16年球季，自第一場聯賽取得勝利後連續18場聯賽不勝，完成首循環19場聯賽後僅得8分排榜尾，為維拉英超開季最差成績，護級形勢岌岌可危。維拉在次循環聯賽沒有起色，完成33輪聯賽只得16分，至2016年4月16日第34輪聯賽作客0-1不敵曼聯後，提早4輪聯賽宣佈護級失敗。最後維拉整季聯賽只取得17分，成為英超史上一季內第三最低得分的球隊，終止俱樂部從英超成立以來沒有降級的生涯。
2016-17年度球季是維拉首次在英冠作賽，雖然球會在2016年10月任命去季帶領侯城升上英超的布魯士為新領隊，但維拉在此季只取得英冠第13名，來季繼續在英冠作賽。
2017-18年度球季，阿士東維拉取得英冠第四名，可參加升班降加賽。維拉在準決賽淘汰米杜士堡晉級決賽，但決賽以0-1不敵富咸，來季繼續在英冠作賽。
2018-19年度聯賽，在2019年2月底仍位處英冠聯賽中游的維拉，在3月開始取得聯賽十連勝，最後升上英冠第五名，連續兩屆獲得升班附加賽資格。阿士東維拉在附加賽準決賽以互射十二碼淘汰西布朗晉級決賽，在決賽以2-1擊敗打比郡，來季重返英超作賽。
2019-20年度聯賽，重返英超的維拉長期位處降班區內。因為以往是英超的常客，降班再重返英超的球隊都會一季遊再次降班（如米杜士堡和富咸），所以不少球迷於當時認為維拉將會是降班大熱門。不過維拉在最後四場聯賽取得兩勝兩和的成績，僅以一分之差壓倒般尼茅夫及屈福特，成功護級保留英超席位。
不過上季差點降班的維拉，在2020-21年度聯賽開季後有令人驚喜的表現，首四輪聯賽取得全勝，當中更包括以7-2大勝去屆聯賽冠軍利物浦。最後阿士東維拉在本屆聯賽排名十一位，是球會近十年以來最佳的英超排名。
2022-2023年賽季開局并不順利，開始的十一場比賽維拉只戰勝了兩場，2022年十月初維拉決定棄用主帥史提芬·謝拉特。幾天后，維拉宣佈任命歐冠烏拿·艾瑪利為主教練。半路帶隊的艾瑪利力挽狂瀾把維拉從降級危區拉到前十名。23年5月28日的最後一場對戰白禮頓的比賽，只要戰勝對手，就得以重返歐洲。比賽最後2-1收官，季末維拉在英超排名第七并取得下季度歐會杯的資格，這是球隊十三年來首次重返歐足的舞臺以及這二十年來最好的成績。同月，俱乐部官方确认，阿什利·扬将在合同到期后自由身离队，蒂勒曼斯将加盟球队。
2023年6月12日，阿斯顿维拉官方宣布，克里斯蒂安·帕斯洛将会辞去自己在俱乐部首席执行官兼球队董事的职务。同月，维拉聘请蒙奇出任俱乐部足球运营总裁。7月，阿斯顿维拉从比利亚雷亚尔签下保·托雷斯，并签下自由球员蒂莱曼斯。7月23日，阿斯顿维拉签下穆萨·迪亚比，合同为期5年，其转会费达5000万欧。9月30日，英超第7轮，维拉6-1狂胜布莱顿，取得了队史首次英超主场十连胜。12月7日，英超第15轮，维拉1-0击败曼城，以英超主场跨赛季14连胜追平队史最长联赛主场连胜纪录，这一纪录随着三天后的12月10日英超第16轮维拉1-0击败阿森纳而被打破，英超主场跨赛季连胜数来到15，,创造了新的队史纪录。12月17日，维拉客场2-1逆转布伦特福德；根据OPTA统计，维拉在2023年已经赢下25场英超比赛，创造球队队史在单个日历年的顶级联赛胜场数纪录；拿到81个积分，仅次于瓜迪奥拉的曼城。
2024年1月7日，足总杯第3轮，阿斯顿维拉客场1-0击败米德尔斯堡，晋级第4轮。1月27日，足总杯第4轮，维拉客场0-0战平切尔西，双方将于2月8日在维拉公园球场进行重赛以决定晋级名额。
2024–2025球季，阿士東維拉重返闊別42年的歐聯，並於聯賽中的第二輪以1比0擊敗當年的決賽對手德甲班霸拜仁慕尼黑，重現當年1982年欧洲冠军杯决赛的一刻。

## 大事紀年
| 年 份   | 事 項 |
| ------- | --- |
| 1886-87 | 決賽2-0擊敗，足總杯冠軍                                                                                   |
| 1888-89 | 足球聯盟創始成員。足球聯賽亞軍                                                                            |
| 1891-92 | 決賽0-3負於，足總杯亞軍                                                                                   |
| 1893-94 | 甲組聯賽冠軍                                                                                              |
| 1894-95 | 決賽1-0擊敗，足總杯冠軍（第二次）                                                                         |
| 1895-96 | 甲組聯賽冠軍（第二次）                                                                                    |
| 1896-97 | 甲組聯賽冠軍（第三次）。決賽3-2擊敗，足總杯冠軍（第三次）。繼普雷斯頓後成為第二支雙料冠軍。               |
| 1898-99 | 甲組聯賽冠軍（第四次）                                                                                    |
| 1899-00 | 甲組聯賽冠軍（第五次）                                                                                    |
| 1900-01 | 晉級足總杯四強                                                                                            |
| 1902-03 | 晉級足總杯四強。甲組聯賽亞軍                                                                              |
| 1904-05 | 決賽2-0擊敗，足總杯冠軍（第四次）                                                                         |
| 1907-08 | 甲組聯賽亞軍                                                                                              |
| 1909-10 | 甲組聯賽冠軍（第六次）                                                                                    |
| 1910-11 | 甲組聯賽亞軍                                                                                              |
| 1912-13 | 決賽1-0擊敗，足總杯冠軍（第五次）。甲組聯賽亞軍                                                           |
| 1913-14 | 晉級足總杯四強。甲組聯賽亞軍                                                                              |
| 1919-20 | 決賽1-0擊敗哈德斯菲尔德，足總杯冠軍（第六次）                                                             |
| 1923-24 | 決賽0-2負於，足總杯亞軍                                                                                   |
| 1928-29 | 晉級足總杯四強                                                                                            |
| 1930-31 | 甲組聯賽亞軍                                                                                              |
| 1932-33 | 甲組聯賽亞軍                                                                                              |
| 1933-34 | 晉級足總杯四強                                                                                            |
| 1936    | 甲組聯賽排第廿一位，降級乙組                                                                              |
| 1937-38 | 晉級足總杯四強。乙組聯賽冠軍，升級甲組                                                                    |
| 1940-41 | 參加伯明翰及地區聯賽，不像及，以甲隊全力出戰                                                              |
| 1941-42 | 伯明翰及地區聯賽冠軍                                                                                      |
| 1956-57 | 決賽2-1擊敗，足總杯冠軍（第七次）                                                                         |
| 1958-59 | 晉級足總杯四強                                                                                            |
| 1959    | 甲組聯賽排第廿一位，降級乙組                                                                              |
| 1959-60 | 晉級足總杯四強。乙組聯賽冠軍，升級甲組                                                                    |
| 1960-61 | 決賽兩回合累計3-2擊敗，首屆聯賽杯冠軍                                                                     |
| 1962-63 | 決賽兩回合累計1-3負於，聯賽杯亞軍                                                                         |
| 1964-65 | 晉級聯賽杯四強                                                                                            |
| 1967    | 甲組聯賽排第廿一位，降級乙組                                                                              |
| 1970    | 乙組聯賽排第廿一位，降級丙組                                                                              |
| 1970-71 | 決賽0-2負於，聯賽杯亞軍                                                                                   |
| 1971-72 | 丙組聯賽冠軍，升級乙組                                                                                    |
| 1974-75 | 決賽1-0擊敗诺里奇城，聯賽杯冠軍（第二次）。乙組聯賽亞軍，升級甲組                                         |
| 1976-77 | 決賽0-0，重賽1-1，第二次重賽3-2擊敗， 聯賽杯冠軍（第三次）                                                |
| 1977-78 | 晉身歐洲足協杯八強                                                                                        |
| 1980-81 | 甲組聯賽冠軍（第七次）                                                                                    |
| 1981-82 | 決賽1-0擊敗拜仁慕尼黑，歐洲聯賽冠軍杯冠軍                                                                 |
| 1982-83 | 晉身歐洲聯賽冠軍杯八強                                                                                    |
| 1983-84 | 晉級聯賽杯四強                                                                                            |
| 1985-86 | 晉級聯賽杯四強                                                                                            |
| 1987    | 甲組聯賽排第廿二位，降級乙組                                                                              |
| 1987-88 | 乙組聯賽亞軍，升級甲組                                                                                    |
| 1989-90 | 甲組聯賽亞軍                                                                                              |
| 1992-93 | 超級聯賽創始成員。超級聯賽亞軍                                                                            |
| 1993-94 | 決賽3-1擊敗，聯賽杯冠軍（第四次）                                                                         |
| 1995-96 | 決賽3-0擊敗，聯賽杯冠軍（第五次）。晉級足總杯四強                                                         |
| 1997-98 | 晉身歐洲足協杯八強                                                                                        |
| 1999-00 | 晉級聯賽杯四強。決賽0-1負於，足總杯亞軍                                                                   |
| 2003-04 | 晉級聯賽杯四強                                                                                            |
| 2009    | 決賽擊敗祖雲達斯，和平杯冠军                                                                              |
| 2014-15 | 決賽0-4負於，足總杯亞軍                                                                                   |
| 2015-16 | 英超聯賽排第廿位，降班英冠聯賽                                                                            |
| 2017-18 | 英冠聯賽排第四位，附加賽準決賽兩回合累計1-0擊敗米杜士堡，溫布利決賽0-1負於富咸                            |
| 2018-19 | 英冠聯賽排第五位，附加賽準決賽兩回合累計2-2，十二碼4-3擊敗西布朗，溫布利決賽以2-1擊敗打比郡，升班英超聯賽 |
| 2019-20 | 決賽1-2負於曼城，聯賽杯亞軍                                                                               |
| 2022–23 | 英超联赛排第七位，获得23-24赛季欧协联附加赛参赛资格，13年以来重返欧战赛场，也是20年以来的最好成绩         |
| 2023–24 | 英超聯賽排第四位，獲得24–25球季歐聯參賽資格，時隔41年再次重返歐洲頂級聯賽，亦是球會在歷年在英超最高排名   |

## 球會近況
- 2020年9月15日，隊長（Jack Grealish）續約5年，留隊至2024/25球季。但最終仍於2021-22賽季前的夏季轉會窗以打破英超轉會費紀錄的1億英鎊轉會至豪門曼城。[16]。

### 盃賽成績
| 圈數               | 日期               | 主／客             | 對賽球隊           | 紀錄               |
| 欧足联欧洲协会联赛 | 欧足联欧洲协会联赛 | 欧足联欧洲协会联赛 | 欧足联欧洲协会联赛 | 欧足联欧洲协会联赛 |
| 附加赛首回合       | 2023年8月24日      | 客                 | 希伯尼安           | 胜5-0              |
| 附加赛次回合       | 2023年9月1日       | 主                 | 希伯尼安           | 胜3-0              |
| 小组赛第1轮        | 2023年9月22日      | 客                 | 华沙莱吉亚         | 负2-3              |
| 小组赛第2轮        | 2023年10月6日      | 主                 | 莫斯塔尔日林斯基   | 胜1-0              |
| 小组赛第3轮        | 2023年10月27日     | 客                 | 阿尔克马尔         | 胜4-1              |
| 小组赛第4轮        | 2023年11月10日     | 主                 | 阿尔克马尔         | 胜2-1              |
| 小组赛第5轮        | 2023年12月1日      | 主                 | 华沙莱吉亚         | 胜2-1              |
| 小组赛第6轮        | 2023年12月15日     | 客                 | 莫斯塔尔日林斯基   | 平1-1              |
| 1/8决赛首回合      | 2024年3月8日       | 客                 | 阿贾克斯           | 平0-0              |
| 1:8决赛次回合      | 2024年3月15日      | 主                 | 阿贾克斯           | 勝4-0              |
| 聯 賽 盃           | 聯 賽 盃           | 聯 賽 盃           | 聯 賽 盃           | 聯 賽 盃           |
| 第三轮             | 2023年9月28日      | 主                 | 埃弗顿             | 负1-2              |
| 足 總 盃           | 足 總 盃           | 足 總 盃           | 足 總 盃           | 足 總 盃           |
| 第三轮             | 2024年1月7日       | 客                 | 米德尔斯堡         | 胜1-0              |
| 第四轮             | 2024年1月27日      | 客                 | 切尔西             | 平0-0              |
| 第四轮重赛         | 2024年2月8日       | 主                 | 切尔西             | 负1-3              |
| ------------------ | ------------------ | ------------------ | ------------------ | ------------------ |

## 主場球場

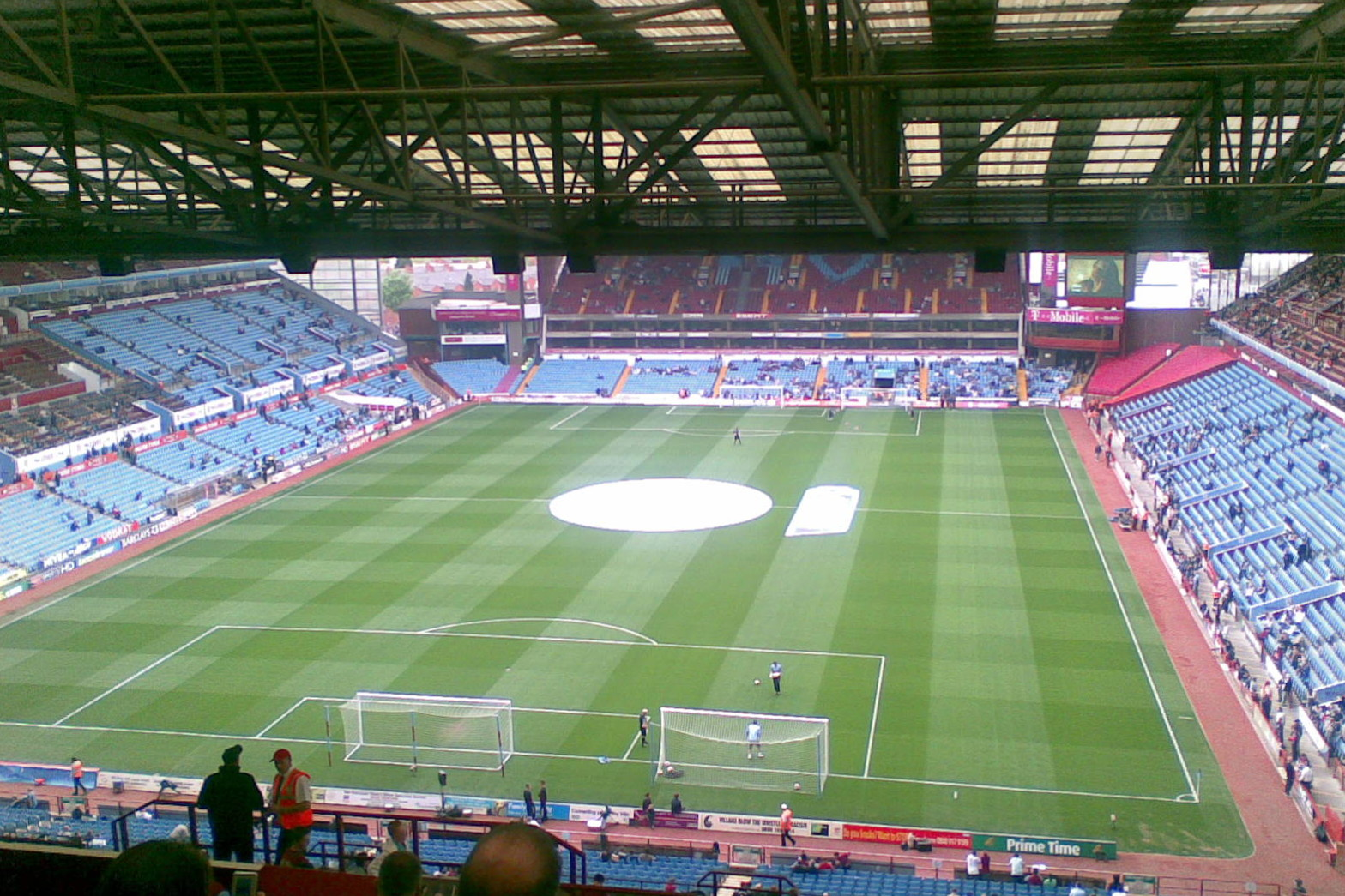
維拉公園球場

維拉公園球場（Villa Park）是位於英格蘭伯明翰阿斯顿（Aston）的足球體育場，自1897年開始已經是阿士東維拉的主場球場，亦是歐洲足協的指定比賽球場（UEFA Elite stadium），並曾作為英格蘭國家隊主場進行多達16場國際賽，是首個足球場於三個不同世紀舉行國際賽，維拉公園亦是歷來舉辦最多英格蘭足總盃準決賽的球場，曾有55場比賽在這裡進行。
阿士東維拉首先於1874年到1876年期間使用阿斯顿公园球场（Aston Park）作為主場，其後搬遷到贝利巴亚（Perry Barr）直到1897年，同年正式遷移到維拉公園，於4月17日剛贏得雙料冠軍的阿士東維拉與布力般流浪進行友誼賽作為揭幕戰。阿士東維拉於1911年以總值11,750英鎊購入球場及其關連設施，並由阿奇巴尔·雷奇（Archibald Leitch）設計進行重建，當聖三一路看台（Trinity Road Stand）於1922年建成時，是英國當時最堂皇的球場看台。1958年設置汎光燈。1966年世界盃作為分組賽的比賽場地，舉行三場比賽，包括阿根廷2-1勝西班牙、阿根廷0-0和西德及西德2-1勝西班牙。1994/95年球季當哈拉尔德看台（Holte End）重建完成後維拉公園成為全坐席球場。1996年6月加裝草坪地底加熱系統。同年的歐洲國家盃維拉公園合共上演四場比賽，包括三場分組賽荷蘭0-0和蘇格蘭、瑞士0-2負荷蘭及蘇格蘭1-0勝瑞士，和一場半準決賽捷克1-0淘汰葡萄牙。1999年最後一屆歐洲盃賽冠軍盃決賽亦在維拉公園舉行，結果以2-1擊敗捧盃。2001年拆卸舊聖三一路看台，於2001年重建完工，將維拉公園的容量提升到42,640名觀眾，於11月由威爾斯親王查爾斯王子主持揭幕。
維拉公園現時設有四個看台：哈拉尔德看台、聖三一路看台、北看台（North Stand）及道·艾利斯看台（Doug Ellis Stand）。球會正計畫擴建北看台，將需要「填補」北看台其中一個角落，完工後，容量將進一步增加到大約50,000人。

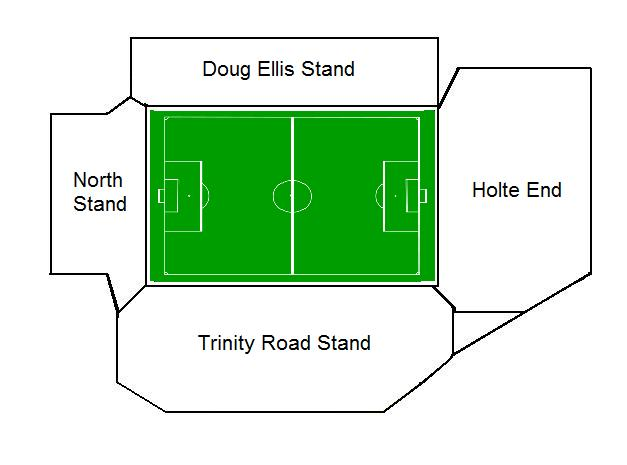
維拉公園平面圖
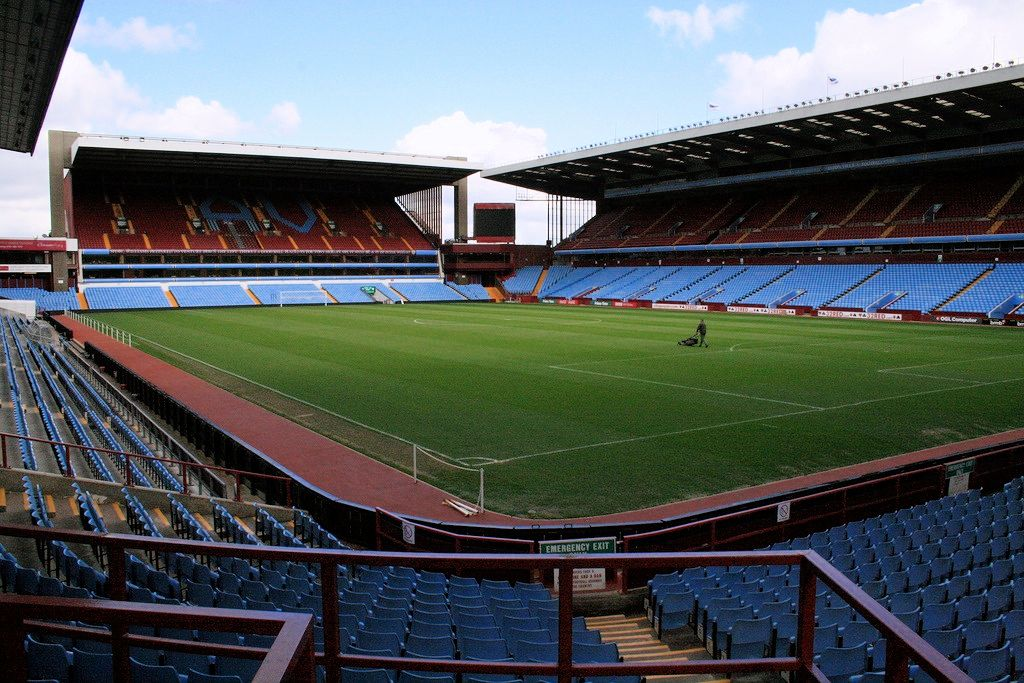
維拉公園內觀
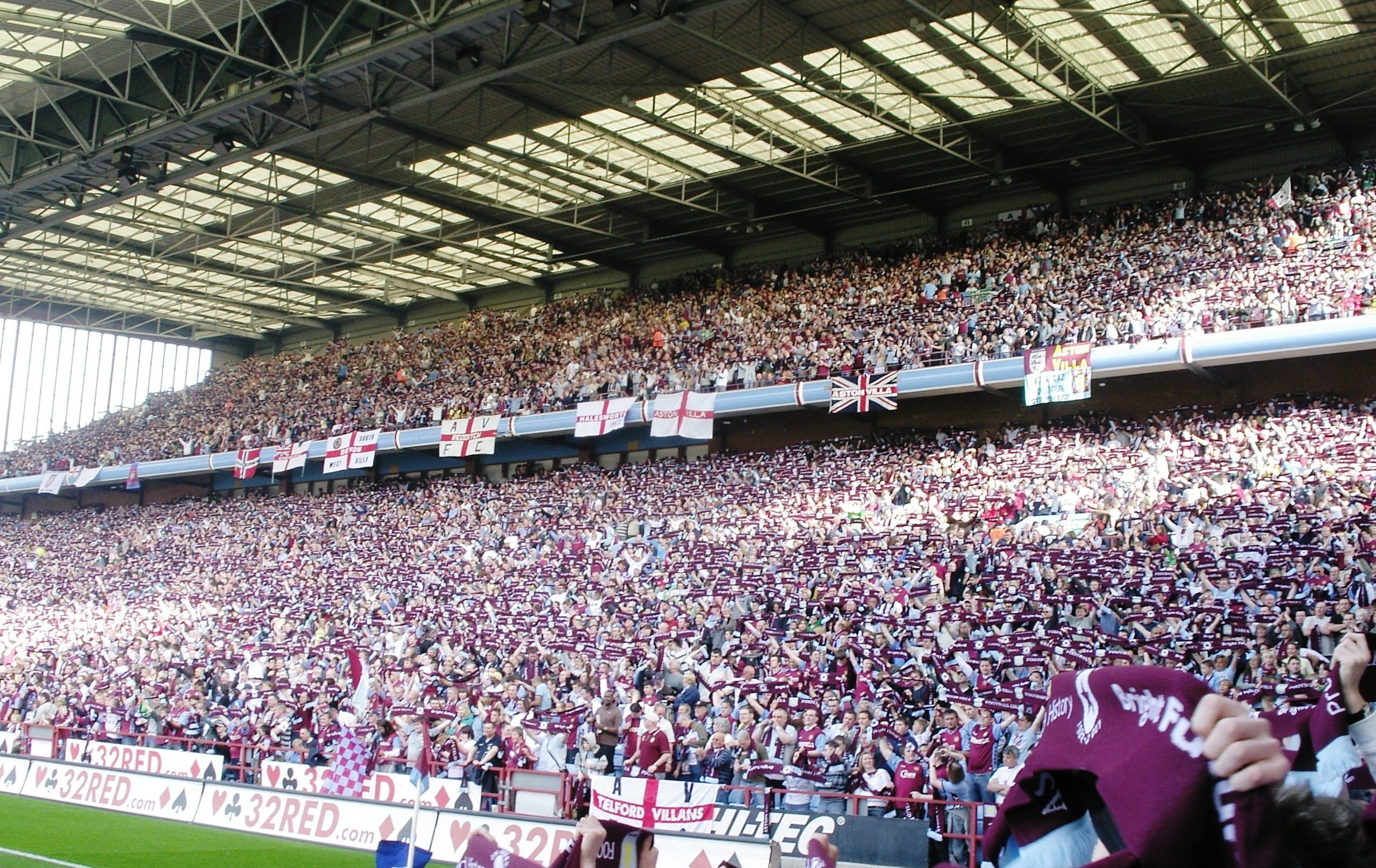
哈拉尔德看台
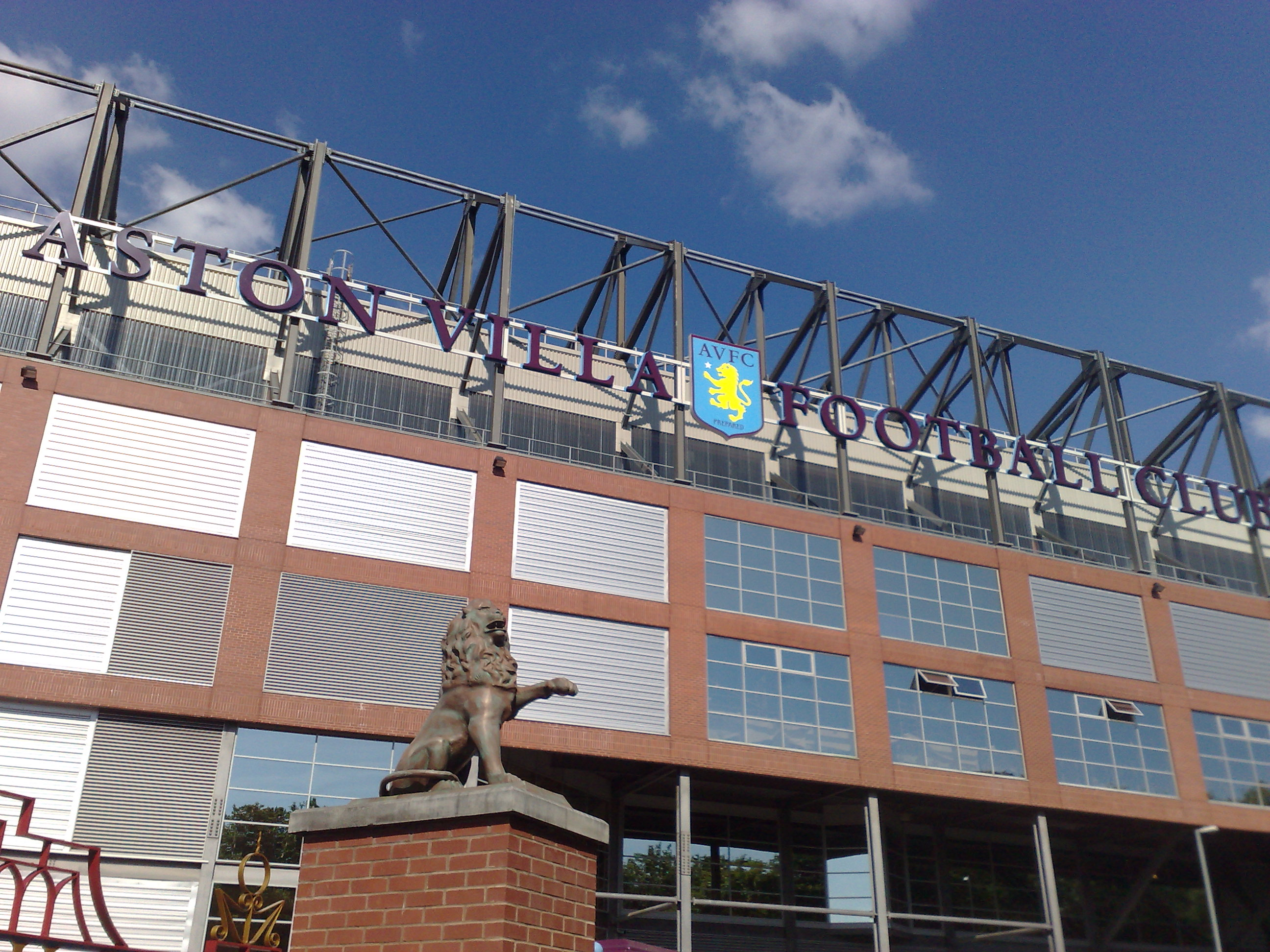
聖三一路看台外墻立面

## 球會榮譽

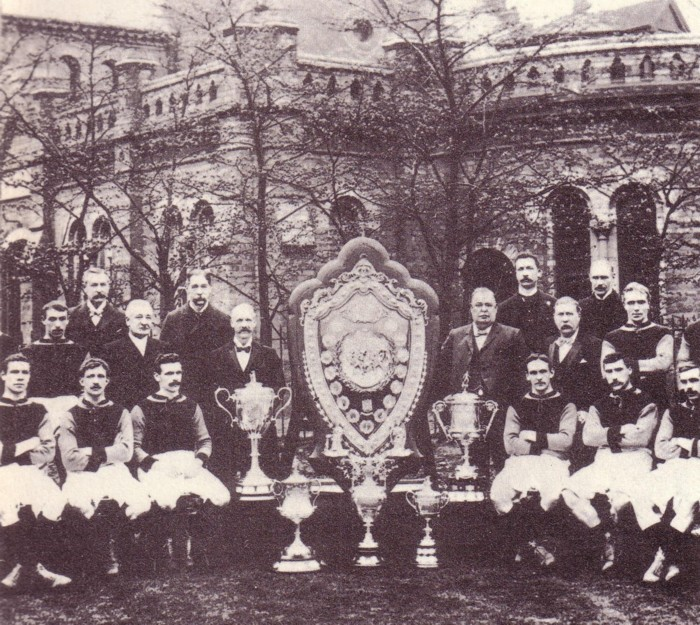
1899年的球隊與獎盃合照

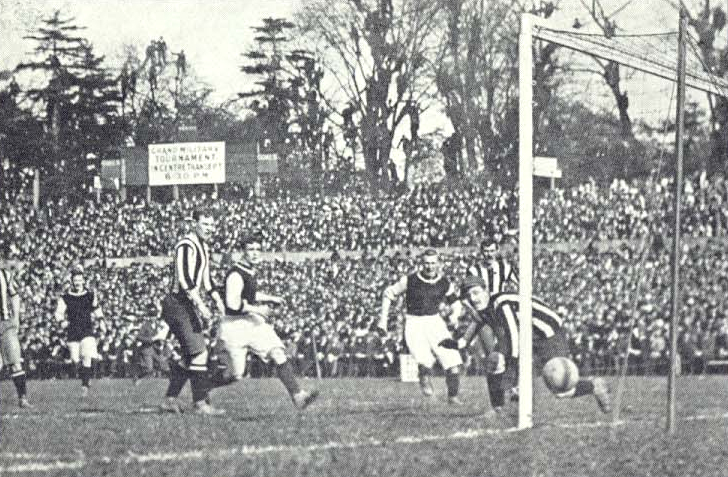
1905年足總盃決賽2-0擊敗紐卡素

| 榮譽                      | 次數        | 年度                                                          |
| 聯 賽 比 賽               | 聯 賽 比 賽 | 聯 賽 比 賽                                                   |
| ------------------------- | ----------- | ------------------------------------------------------------- |
| 甲組〈I〉聯賽 冠軍        | 7           | 1893–94、1895–96、1896–97、1898–99、1899–00、1909–10、1980–81 |
| 乙組〈II〉聯賽 冠軍       | 2           | 1937–38、1959–60                                              |
| 冠軍〈II〉聯賽 附加賽冠軍 | 1           | 2018–19                                                       |
| 丙組〈III〉聯賽 冠軍      | 1           | 1971–72                                                       |
| 盃 賽 比 賽               |             |                                                               |
| 足總盃 冠軍               | 7           | 1887、1895、1897、1905、1913、1920、1957                      |
| 聯賽盃 冠軍               | 5           | 1961、1975、1977、1994、1996                                  |
| 慈善盾 冠軍               | 1           | 1981                                                          |
| 足總青年盃 冠軍           | 4           | 1972、1980、2002、2021                                        |
| 歐 洲 比 賽               |             |                                                               |
| 歐洲冠軍球會盃 冠軍       | 1           | 1982                                                          |
| 歐洲超級盃 冠軍           | 1           | 1982                                                          |
| 圖圖盃 冠軍               | 2           | 2001、2008                                                    |

## 球員名單（2025/26）
1. 粗體字為新加盟球員（青年隊提升不計）。
2. 2025年夏季轉會窗（英语：List of English football transfers summer 2025）：6月1日至10日，6月16日至9月1日。

### 现役球员
| 號碼  | 國籍   | 球員                           | 位置           | 年齡  | 加盟年份 | 前屬球會     | 轉會費    |
| 門 將 | 門 將  | 門 將                          | 門 將          | 門 將 | 門 將    | 門 將        | 門 將     |
| ----- | ------ | ------------------------------ | -------------- | ----- | -------- | ------------ | --------- |
| 23    | 阿根廷 | （Emiliano Martínez）          | 門將           | 32    | 2020     | 阿仙奴       | 2,000萬鎊 |
| 40    | 荷兰   | （Marco Bizot）                | 門將           | 34    | 2025     | 布雷斯特     | 待查      |
| 後 衛 |        |                                |                |       |          |              |           |
| 2     | 波兰   | （Matty Cash）                 | 右閘           | 28    | 2020     | 諾定咸森林   | 1,400萬鎊 |
| 4     | 英格兰 | （Ezri Konsa）                 | 中堅           | 27    | 2019     |              | 1,200萬鎊 |
| 5     | 英格兰 | （Tyrone Mings）               | 中堅           | 32    | 2019     |              | 2,000萬鎊 |
| 12    | 法國   | （Lucas Digne）                | 左閘           | 32    | 2022     | 愛華頓       | 2.500萬鎊 |
| 14    | 西班牙 | （Pau Torres）                 | 中堅           | 28    | 2023     | 比利亞雷阿爾 | 2,800萬鎊 |
| 15    | 西班牙 | （Álex Moreno）                | 左閘           | 32    | 2023     | 皇家贝蒂斯   | 1,200萬鎊 |
| 16    | 西班牙 | 安德烈·加西亞（Andrés García） | 右閘           | 22    | 2025     | 萊萬特       | 600萬鎊   |
| 22    | 荷兰   | （Ian Maatsen）                | 左閘           | 23    | 2024     | 切尔西       | 3,770萬鎊 |
| 26    | 荷兰   | （Lamare Bogarde）             | 防守中場       | 21    | 2021     | 青年隊       | --        |
| 中 場 |        |                                |                |       |          |              |           |
| 6     | 英格兰 | （Ross Barkley）               | 正中場         | 31    | 2024     | 盧頓鎮       | 500萬鎊   |
| 7     | 蘇格蘭 | （John McGinn）                | 正中場         | 30    | 2018     |              | 280萬鎊   |
| 8     | 比利时 | （Youri Tielemans）            | 正中場         | 28    | 2023     | 李斯特城     | 自由轉會  |
| 10    | 阿根廷 | （Emiliano Buendía）           | 右翼           | 28    | 2021     | 諾維奇城     | 3,300萬鎊 |
| 24    | 比利时 | （Amadou Onana）               | 防守中場       | 24    | 2024     | 埃弗顿       | 5,000萬磅 |
| 27    | 英格兰 | （Morgan Rogers）              | 左翼／攻擊中場 | 23    | 2024     | 米德尔斯堡   | 800萬鎊   |
| 44    | 法國   | （Boubacar Kamara）            | 防守中場       | 25    | 2022     | 馬賽         | 自由轉會  |
| 前 鋒 |        |                                |                |       |          |              |           |
| 11    | 英格兰 | （Ollie Watkins）              | 中鋒           | 29    | 2020     |              | 2,900萬鎊 |
| 17    | 荷兰   | （Donyell Malen）              | 右翼           | 26    | 2025     | 多特蒙德     | 2,110萬鎊 |
| 19    | 英格兰 | （Samuel Iling-Junior）        | 左翼           | 21    | 2024     | 祖雲達斯     | 1,200萬鎊 |
| 29    | 法國   | （Evann Guessand）             | 中鋒           | 24    | 2025     | 尼斯         | 2,600萬鎊 |
| 33    | 英格兰 | （Lewis Dobbin）               | 左翼           | 22    | 2024     | 愛華頓       | 1,000萬鎊 |

1. ↑  另浮動條款200萬鎊
2. ↑  另浮動條款500萬鎊
3. ↑  另浮動條款425萬鎊
4. ↑  另浮動條款500萬鎊
5. ↑  另浮動條款400萬鎊
6. ↑  另浮動條款430萬鎊

### 外借球員
| 號碼             | 國籍             | 球員                                     | 位置             | 年齡             | 加盟年份         | 外借球會         | 外借球季              |
| 2025年夏季轉會窗 | 2025年夏季轉會窗 | 2025年夏季轉會窗                         | 2025年夏季轉會窗 | 2025年夏季轉會窗 | 2025年夏季轉會窗 | 2025年夏季轉會窗 | 2025年夏季轉會窗      |
| ---------------- | ---------------- | ---------------------------------------- | ---------------- | ---------------- | ---------------- | ---------------- | --------------------- |
| 18               | 澳大利亚         | 喬·高奇（Joe Gauci）                     | 門將             | 25               | 2024             | 維爾港           | 25/26球季             |
| 20               | 塞尔维亚         | 科斯塔·內德利科維奇（Kosta Nedeljkovic） | 右閘             | 19               | 2024             | RB萊比錫         | 24/25下半季 25/26球季 |
| 21               | 阿根廷           | 恩佐·巴雷內切亞（Enzo Barrenechea）          | 防中             | 24               | 2024             | 本菲卡           | 25/26球季             |
| 31               | 牙买加           | （Leon Bailey）                          | 右翼             | 28               | 2021             | 羅馬             | 25/26球季             |
| 58               | 土耳其           | 亞辛·厄茲坎（Yasin Özcan）               | 中堅             | 19               | 2025             | 安德列治         | 25/26球季             |
| -                | 英格兰           | 路易·巴里（Louie Barry）                 | 前鋒             | 22               | 2021             | 錫菲聯           | 25/26球季             |

### 離隊球員
1. 『*』為先租出一季或半季後售出。

| 號碼             | 國籍             | 球員                                    | 位置             | 年齡             | 加盟年份         | 外借球會         | 轉會費           |
| 2025年夏季轉會窗 | 2025年夏季轉會窗 | 2025年夏季轉會窗                        | 2025年夏季轉會窗 | 2025年夏季轉會窗 | 2025年夏季轉會窗 | 2025年夏季轉會窗 | 2025年夏季轉會窗 |
| ---------------- | ---------------- | --------------------------------------- | ---------------- | ---------------- | ---------------- | ---------------- | ---------------- |
| 3                | 法國             | （Axel Disasi）                         | 中堅             | 27               | 2025             | 切尔西           | 租借歸還         |
| 9                | 英格兰           | （Marcus Rashford）                     | 左翼             | 27               | 2025             | 曼聯             | 租借歸還         |
| 21               | 西班牙           | （）                                    | 右翼             | 29               | 2025             | 巴黎聖日耳曼     | 租借歸還         |
| 23               | 巴西             | （Philippe Coutinho）                   | 進攻中場／左翼   | 33               | 2022             | 華斯高           | 自由轉會*        |
| 25               | 瑞典             | （Robin Olsen）                         | 門將             | 35               | 2022             | 馬模             | 自由轉會         |
| 29               | 英格兰           | 凯恩·凯斯勒-海登（Kaine Kesler-Hayden） | 右閘             | 22               | 2020             | 高雲地利         | 345萬鎊          |
| 30               | 英格兰           | （Kortney Hause）                       | 中堅             | 30               | 2019             | 自由球員         | 自由轉會         |
| 32               | 比利时           | （Leander Dendoncker）                  | 防中／中堅       | 30               | 2022             | 奥维耶多         | 自由轉會         |
| 41               | 英格兰           | （Jacob Ramsey）                        | 左中場           | 24               | 2019             | 纽卡斯尔联       | 3,900萬鎊        |
| 42               | 英格兰           | 菲利普·马绍尔（Filip Marschall）        | 门将             | 22               | 2021             | 史提芬納治       | 待查             |

## 著名球員

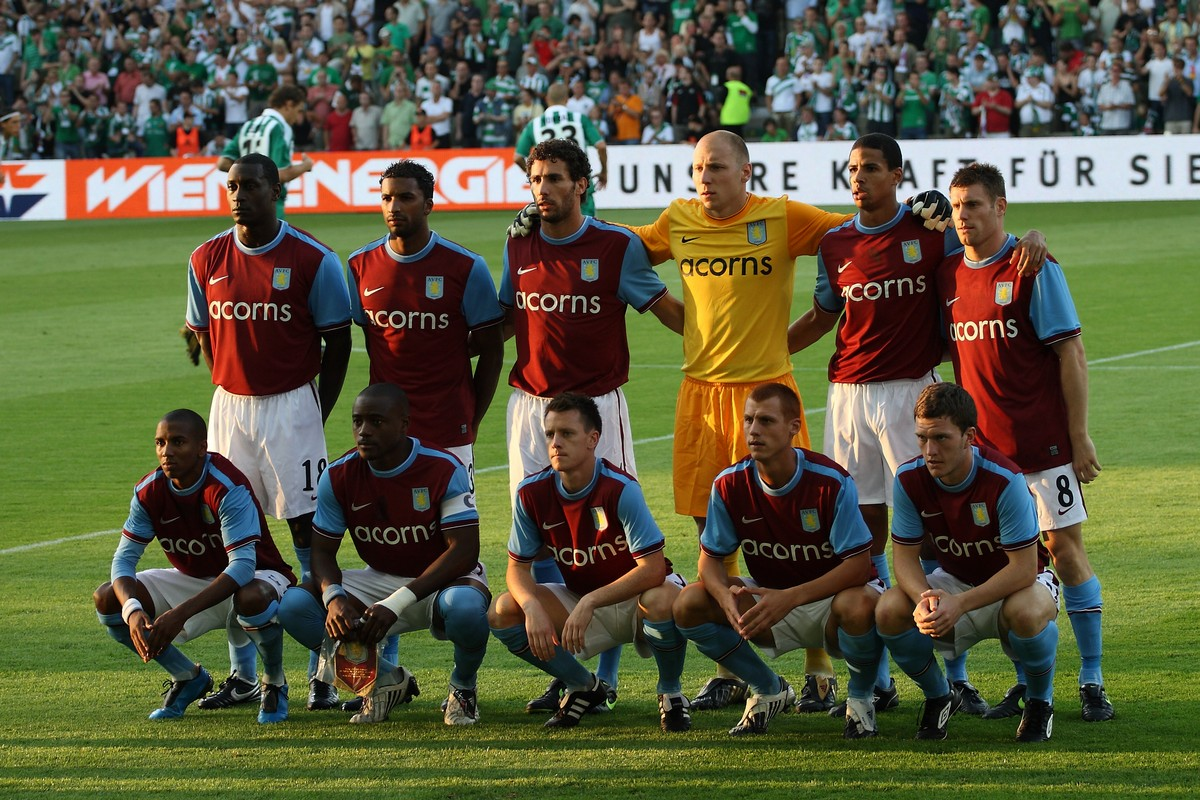
2009年的維拉陣容

- （Juan Pablo Ángel）
- （Darren Bent）
- （Wilfred Bouma）
- （James Collins）
- 高雲斯（Gordon Cowans）
- （Carlos Cuéllar）
- （Fabian Delph）
- （Dion Dublin）
- （Richard Dunne）
- （Shay Given）
- （Emile Heskey）
- （Thomas Hitzlsperger）
- （Ronny Johnsen）
- （Martin Laursen）
- 拉圖（Brian Little）
- （Paul McGrath）
- （James Milner）
- 摩提馬（Dennis Mortimer）
- （Stiliyan Petrov）
- 桑達士（Ron Saunders）
- （Nicky Shorey）
- （Gareth Southgate）
- 史賓克（Nigel Spink）
- （Stephen Warnock）
- （Andreas Weimann）
- 韋夫（Peter Withe）
- （Darius Vassell）
- （Dwight Yorke）
- （John Terry）
- （Jack Grealish）
- 伊美利安奴·達米安（Emiliano Martínez）

## 特殊事蹟
英國威廉王子受訪時曾表示自己是阿斯頓維拉的死忠球迷，並提到阿斯頓維拉曾在1982年奪下歐洲超級盃冠軍，為他出生的年份，相當有緣分。